# Moschee des ʿAmr ibn al-ʿĀs (Damiette)

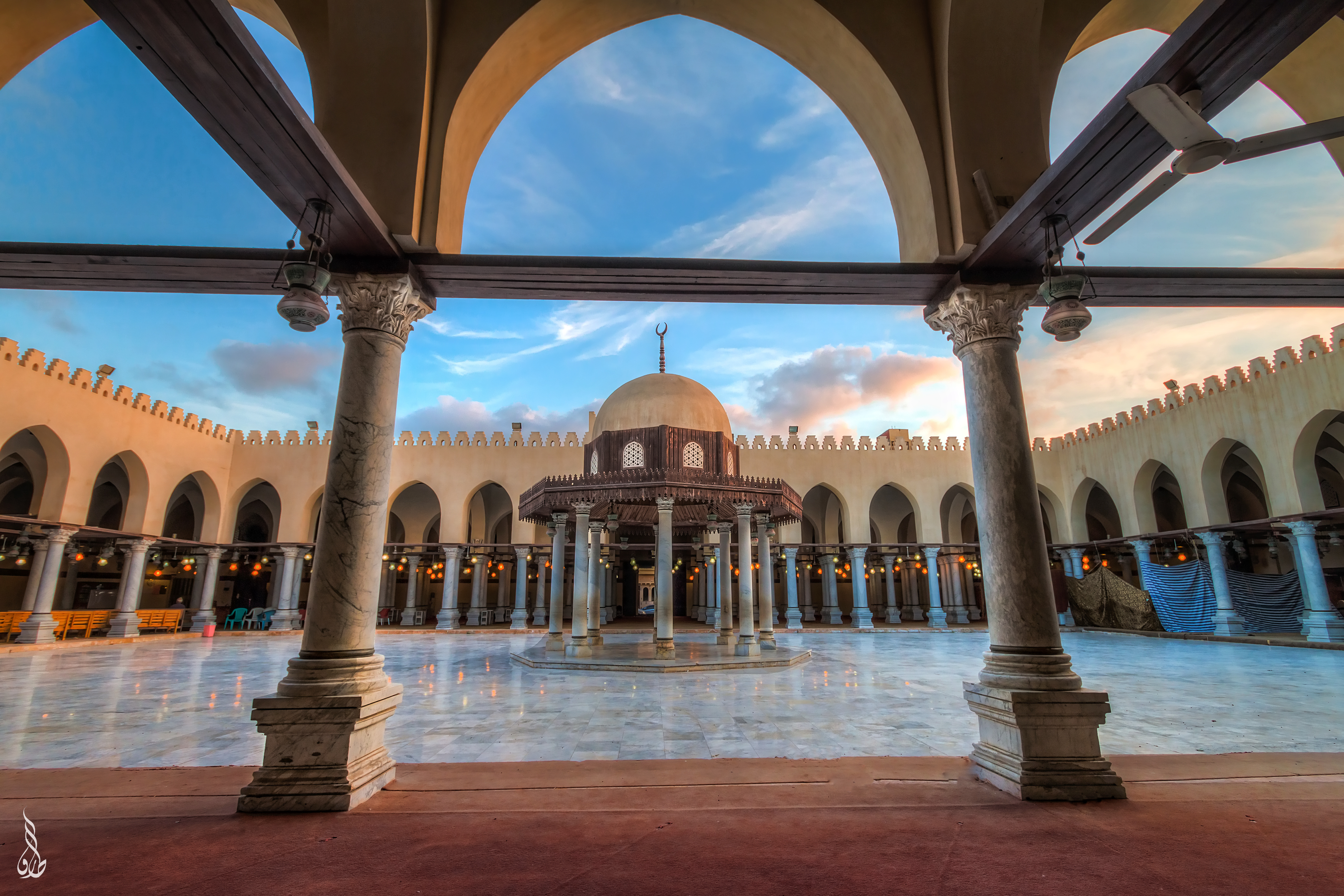
Innenhof der Moschee des ʿAmr ibn al-ʿĀs

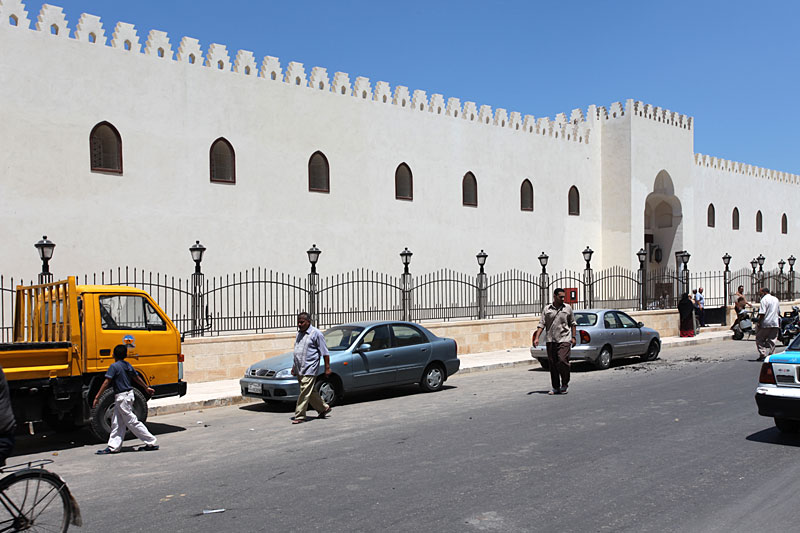
Fassade der Moschee des ʿAmr ibn al-ʿĀs in Damiette

Die Moschee des ʿAmr ibn al-ʿĀs (arabisch جامع عمرو بن العاص, DMG Ǧāmiʿ ʿAmr b. al-ʿĀṣ) oder al-Fath-Moschee (arabisch مسجد الفتح, DMG Masǧid al-Fatḥ ‚Moschee der [arabischen] Eroberung‘) wurde im Jahr 642/643 (22 AH) im heutigen Nordosten der Stadt Damiette durch den General ʿAmr ibn al-ʿĀs angelegt. Sie ist der zweite Moscheebau in Ägypten und in ganz Afrika. Das heutige Erscheinungsbild entspricht nicht mehr dem ursprünglichen Bau.

## Geschichte
Im Auftrage des Kalifen ʿUmar ibn al-Chaṭṭāb griff der Feldherr ʿAmr ibn al-ʿĀṣ, aus Syrien kommend, 639 das damals byzantinische Ägypten an. Nach der Eroberung von Pelusium im Nordsinai und der Festung Babylon/Qaṣr asch-Schamʿ bzw. der Gründung von al-Fustat ließ er neben der Moschee in al-Fustat eine weitere Moschee in Damiette errichten.
Die Moschee hat eine bewegte Geschichte. Als Moschee gegründet wurde sie zweimal während der Kreuzzüge in eine Kirche zu Ehren der hl. Jungfrau umgewandelt, zum ersten Mal 1219 unter Johann von Brienne und zum zweiten Mal 1249 unter Ludwig IX. Später wurde sie wieder als Moschee genutzt und in mamlukischer und osmanischer Zeit erweitert.
2009 wurde die Restaurierung der Moschee abgeschlossen.

## Baubeschreibung
Die heutige Moschee ist eine rechteckige Hofmoschee, deren Hof, Sahn, mit Arkadengängen, Riwaqs, umgeben ist. An drei Seiten sind die Arkadenhallen zweischiffig, an der Südseite vierschiffig. In der Südostecke befindet sich die Gebetsnische. Die Holzdecken der Arkadengänge besitzen keine Dekoration. An den Außenwänden befindet sich ein umlaufendes Holzband mit Koran-Suren.
Der einzige historische Bestandteil der Moschee ist das Minarett im Westen der Moschee.